# 魯德尼亞 (切爾尼戈夫區)
51°24′45″N 30°41′44″E / 51.41250°N 30.69556°E
魯德尼亞（烏克蘭語：Рудня），是烏克蘭北部切爾尼希夫州切爾尼希夫區米哈伊洛-科秋宾斯凯市镇的村落。始建於1666年，面積0.31平方公里，海拔高度114米，2001年人口160，人口密度每平方公里516.1人。